# Myki
Myki (niem. Micken) – wieś w woj. warmińsko-mazurskim, w powiecie olsztyńskim, w gminie Dywity. W latach 1975–1998 wieś administracyjnie należała do woj. olsztyńskiego.
Wieś położona jest na Warmii nad rzeką Wadąg.

## Historia
Pierwszy raz zanotowana w źródłach w roku 1430. W czasie kolejnych wojen (wojna trzynastoletnia, wojna popia) wieś była niszczona. Konieczna była ponowna lokacja łanów opuszczonych. Lokacji tej dokonał administrator dóbr kapitulnych Mikołaj Kopernik, który w okresie od 10 grudnia 1516 r. do 31 maja 1521 r. odwiedził 31 wsi czynszowych w komornictwie olsztyńskim. Wieś Myki Mikołaj Kopernik ponownie lokował w dniu 28 lutego 1519 r. W rejestrze swoim zapisał łacińską nazwę wsi Mica. Polską nazwę wsi po raz pierwszy zanotowano w 1879 r. Miejscowa ludność używała nazwy gwarowej „Miki” (w dokumentach nazwa wsi zapisywana była jako Miken – 1430, Micken – 1519, Mica – 1519, Mikien – 1673, Mücken – 1820, Myki – 1879). W XVII w. (wg lustracji z 1656 r.) Myki liczyły 20 włók, mieszkało w nich siedmiu gburów, jeden sołtys i była karczma. W 1863 r. było 8 domów, 89 mieszkańców. W końcu XIX w. obszar Myk wynosił 1433,6 morgi, w tym ok. 320 mórg stanowił las. Cechą charakterystyczną tej wsi jest zachowany do dziś układ przestrzenny i tradycyjna zabudowa siedlisk.